# Ryszard Mach
Ryszard Stefan Mach (ur. 15 marca 1946 w Zawierciu) – polski polityk, samorządowiec, były starosta zawierciański, prezydent Zawiercia w latach 2002–2006 i 2010–2014.

## Życiorys
Syn Czesława i Weroniki. W latach 1968–1972 pracował jako nauczyciel w Szkole Podstawowej nr 4 w Zawierciu. Od 1969 do 1972 był zatrudniony w Komendzie Hufca Związku Harcerstwa Polskiego w Zawierciu, gdzie pełnił funkcję zastępcy komendanta hufca. Od 1972 zajmował stanowisko dyrektora Szkoły Podstawowej nr 7, a w latach 1981–1994 Szkoły Podstawowej nr 3 w Zawierciu. W latach 1972–1973 był trenerem piłkarzy Warty Zawiercie. W latach 1979–1981 pełnił funkcję sekretarza Komitetu Miejskiego PZPR w Zawierciu.
W 1976 został absolwentem Akademii Wychowania Fizycznego w Katowicach, ukończył również studia podyplomowe z zakresu zarządzania i kierowania oświatą oraz studia podyplomowe trenera piłki nożnej II stopnia.
W 1994 został wiceprezydentem Zawiercia, funkcję tę pełnił do 2002, w którym to roku w II turze wygrał wybory na urząd prezydenta tego miasta. Stanowisko to zajmował do 2006, kiedy to bez powodzenia ubiegał się o reelekcję, przegrywając z Mirosławem Mazurem. W tym samym roku został starostą zawierciańskim. Cztery lata później ponownie wygrał wybory na prezydenta miasta.
Założył i kieruje lokalnym ugrupowaniem pod nazwą Niezależna Alternatywa Wyborcza. Objął funkcję wiceprezesa Związku Piłki Ręcznej w Polsce.
W lipcu 2014 został zatrzymany, a następnie tymczasowo aresztowany w związku z zarzutami korupcyjnymi. W październiku tego samego roku został zwolniony przy jednoczesnym zastosowaniu wolnościowych środków zapobiegawczych (w tym poręczenia majątkowego i zakazu opuszczania kraju). W wyborach samorządowych nie ubiegał się o prezydencką reelekcję, wystartował natomiast z powodzeniem do rady powiatu.
W 2018 ponownie ubiegał się o prezydenturę (odpadając w I turze), został wówczas wybrany do rady miejskiej.
W 2019 roku w procesie apelacyjnym kara za zarzuty związane z braniem łapówek została podwyższona z 4 do 6 lat

## Odznaczenia
- Krzyż Kawalerski Orderu Odrodzenia Polski (1990)
- Srebrny Krzyż Zasługi (1983)
- Brązowy Krzyż Zasługi (1977)
- Złoty Medal „Za zasługi dla obronności kraju” (2009)
- Srebrny Medal „Za zasługi dla obronności kraju” (2003)
- Brązowy Medal „Za zasługi dla obronności kraju” (2000)
- Medal Komisji Edukacji Narodowej (1988)
- Złoty Medal „Za Zasługi dla Pożarnictwa” (1996)
- Srebrny Medal „Za Zasługi dla Pożarnictwa”
- Brązowy Medal „Za Zasługi dla Pożarnictwa”
- Brązowa Odznaka „Zasłużony dla Ochrony Przeciwpożarowej” (2009)[7]